# Базо, Ероним
Ероним Базо (алб. Jeronim Bazo) — генерал-майор сухопутных войск Албании, занимает должность начальника генерального штаба Вооруженных сил Албании с 7 ноября 2013 года.

## Биография
Родился в Тиране в 1960 году. В 1985 году закончил Военную академию имени Скандербега в Тиране. Проходит службу в сухопутных войсках Албании, в ноябре 2013 года Ерониму Базо было присвоено звание генерал-майора. Награждён различными ведомственными и правительственными наградами. Женат, имеет двоих детей.

## Продвижение по службе
- 1991 год — капитан
- 1994 год — майор
- 1995 год — подполковник
- 2006 год — полковник
- 2012 год — бригадный генерал
- 2013 год — генерал-майор